# Greffe en incrustation

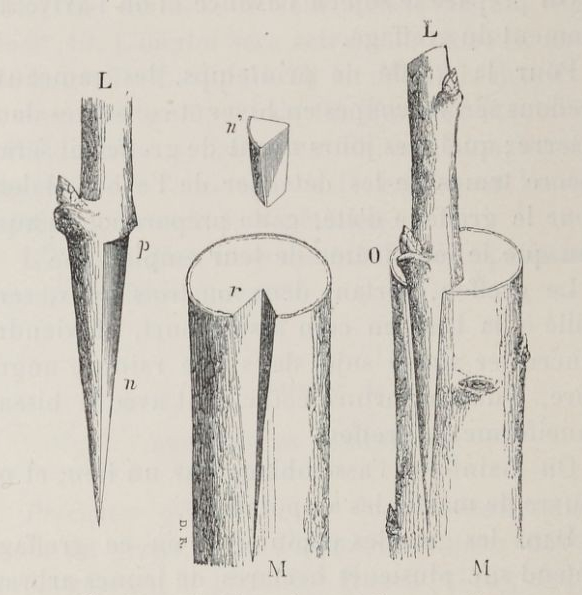
La greffe par incrustation.

La greffe en incrustation est une technique de greffage à rameau détaché, également appelée greffe en V.

## Principe et époque de réalisation
C'est une technique de greffage dite « à rameau détaché » : un rameau, ou greffon, est mis en contact avec un porte-greffe, tous deux entaillés en forme de V. 
Elle se pratique en mars-avril, avant la floraison, ou en septembre pour les végétaux ligneux.

## Applications pratiques
Elle est fréquemment utilisée pour les arbres fruitiers à noyau (abricotiers, cerisiers, pruniers…), pour certaines plantes d'ornement comme les Hibiscus, mais aussi pour quelques cultures légumières, comme le melon.

## Avantages et inconvénients
Elle permet en outre d'insérer plusieurs greffons sur un même porte-greffe, si son diamètre est suffisant, alors que la greffe en fente limite à deux le nombre de ces greffons. Elle ne provoque, contrairement à la greffe en fente, aucun vide au niveau du porte-greffe ce qui est un avantage pour les arbres fruitiers à noyau, chez lesquels de grosses plaies ont du mal à cicatriser ; elle est moins traumatisante pour le porte-greffe. En augmentant les surfaces de contact entre greffon et porte-greffe au niveau du cambium, elle améliore les chances de reprise.
Elle demande par contre une plus grande technicité que d'autres types de greffe, en fente notamment, car les ajustements des surfaces taillées doivent être parfaits et la greffe solidement ligaturée.